# Bojan Lunežnik
Bojan Lunežnik, slovenski policist in veteran vojne za Slovenijo, * ?.
Trenutno je policijski ataše v Srbiji.

## Odlikovanja in nagrade
Leta 1992 je prejel častni znak svobode Republike Slovenije z naslednjo utemeljitvijo: »za izjemne zasluge pri obrambi svobode in uveljavljanju suverenosti Republike Slovenije«.